# Mitchell Anderson (attore)
Mitchell Anderson, pseudonimo di Mitchell Ogren Anderson, (Jamestown, 21 agosto 1961), è un attore statunitense.

## Biografia
Diplomatosi presso il "Williams College", Mitchell Anderson ha esordito come attore nel 1985 interpretando il ruolo di Kip nella serie Il tempo della nostra vita.
L'anno seguente recita nel suo primo film cinematografico: Space Camp - Gravità zero. 
Nel 1987 è nel cast del film Lo squalo 4 - La vendetta.
Ha lavorato in molti film televisivi tra cui Tradimento fatale, Ci siamo anche noi, Il sogno di Nicky, The Comeback - L'amore proibito, Una mamma speciale  e Women.
Ha recitato anche in numerose altre serie televisive tra cui Riptide, Autostop per il cielo, L'ispettore Tibbs, Doogie Howser, Melrose Place e Matlock.
Dal 1994 al 2000 ha interpretato il ruolo di Ross Werkman, insegnante di violino omosessuale, nella serie Cinque in famiglia. 
Nel marzo 1996 ha fatto coming out rivelando di essere omosessuale. 
Nel 2002 recita nel suo ultimo film, The Last Place on Earth. In seguito ha aperto un MetroFresh Restaurant ad Atlanta.

## Filmografia

### Cinema
- Space Camp - Gravità zero (SpaceCamp), regia di Harry Winer (1986)
- Lo squalo 4 - La vendetta (Jaws: The Revenge), regia di Joseph Sargent (1987)
- La morte viene in sogno (Deadly Dreams), regia di Kristine Peterson (1988)
- It's Cool to Care, regia di D.J. Caruso (1988) (Cortometraggio)
- The Midwife's Tale, regia di Megan Siler (1995)
- Relax... It's Just Sex, regia di P.J. Castellaneta (1998)
- Taking the Plunge, regia di Lisa Haisha (1999) (Cortometraggio)
- The Last Place on Earth, regia di James Slocum (2002)

### Televisione
- Il tempo della nostra vita (Days of Our Lives) - serial TV (1985)
- Hill Street giorno e notte (Hill Street Blues) - serie TV, episodio 5x15 (1985)
- Riptide - serie TV, episodio 3x01 (1985)
- Crazy Like a Fox - serie TV, episodio 2x01 (1985)
- New York New York (Cagney & Lacey) - serie TV, episodio 5x09 (1985)
- Tradimento fatale (Intimate Encounters), regia di Ivan Nagy - film TV (1986)
- Autostop per il cielo (Highway to Heaven) - serie TV, episodio 3x17 (1987)
- I viaggiatori delle tenebre (The Hitchhiker) - serie TV, episodio 4x04 (1987)
- 21 Jump Street - serie TV, episodio 1x04 (1987)
- Jake & Jason Detectives (Jake and the Fatman) - serie TV, episodio 1x05 (1987)
- Ci siamo anche noi (Student Exchange), regia di Mollie Miller - film TV (1987)
- Il sogno di Nicky (Goodbye, Miss 4th of July), regia di George Miller - film TV (1988)
- The Karen Carpenter Story - film TV (1989)
- The Comeback - l'amore proibito (The Comeback) - film TV (1989)
- L'ispettore Tibbs (In the Heat of the Night) - serie TV, episodio 2x08 (1989)
- Doogie Howser (Doogie Howser, M.D.) - serie TV, 51 episodi (1989-1991)
- Il ritorno di Tom Sawyer (Back to Hannibal: The Return of Tom Sawyer and Huckleberry Finn) - film TV (1990)
- Jack's Place - serie TV, episodio 2x03 (1993)
- Melrose Place - serie TV, episodio 1x21 (1993)
- Matlock - serie TV, episodio 8x19 (1994)
- Una mamma speciale (Is There Life Out There?) - film TV (1994)
- Cinque in famiglia (Party of Five) - serie TV, 20 episodi (1994-2000)
- Women (If These Walls Could Talk 2) - film TV (2000)
- Popular- serie TV, episodi 1x14-1x18 (2000)
- Beggars and Choosers - serie TV, episodio 2x08 (2000)
- After forever - serie TV, 8 episodi (2017-in corso)